# Бересвинда
Бересвинда (Берсвинда; лат. Bereswinda, фр. Bereswinde; умерла 1 марта 690 (?), Гогенбургское аббатство) — герцогиня Эльзаса (последняя треть VII века) по браку с Адальрихом из рода Этихонидов.

## Биография
Бересвинда родилась в одной из знатных семей Франкского государства. Согласно «Гогенбургской хронике», она была тётей по матери епископа Отёна Леодегария и сестрой королевы франков. О том, кто была эта франкская королева, идут споры: одни считают, что ею была жена короля Австразии Сигиберта III Химнехильда, другие — что супруга Хильдерика II Билихильда. В «Эберсхаймской хронике» упоминается также, что братом Бересвинды был епископ Пуатье Дидон. На основании ономастических данных, некоторые историки считают жену Адальриха также сестрой Гугоберта.
В средневековой агиографической литературе Бересвинда описывается как благоразумная, благочестивая и очень набожная женщина, пользовавшаяся своими богатствами для помощи бедным. Каждый день она удалялась в наиболее отдалённые части своего дома, чтобы в одиночестве предаваться молитвам и чтению Священного Писания. Вместе с мужем Бересвинда в 660-х — 670-х годах основала несколько монастырей (в том числе, Мюнстерское аббатство (или Григориенталь) и Эберсмюнстерское аббатство).
В составленной в аббатстве Хонау родословной Этихонидов перечислены четыре поколения потомков Адальриха. В том числе, в ней сообщается, что в браке с Адальрихом Бересвинда родились шесть детей: четыре сына (Адальберт, Баттихо, Гуго и Этихо II) и две дочери. Старшей дочерью Адальриха и Бересвинды была святая покровительница Эльзаса Одилия, а младшей — святая Росвинда.
Дата смерти Бересвинды точно не известна. О том, пережила ли она своего мужа, имеются противоречивые свидетельства. В ряде агиографических сочинений утверждается, что она пережила Адальриха и после его смерти удалилась в Гогенбургское аббатство. Здесь Бересвинда вела аскетическую жизнь монахини и здесь же скончалась. В поминальных книгах Гогенбургского аббатства указан день её смерти — 1 марта. В качестве одной из возможных дат смерти Бересвинды называют 690 год. Однако ряд средневековых документов позволяет относить смерть Адальриха к более позднему времени, вплоть до 700 года включительно. Приблизительно этим же периодом датируется кончина герцога Эльзаса и в житии его дочери Одилии. Поэтому, возможно, Бересвинда могла умереть и раньше своего мужа.
В некоторых источниках Бересвинда упоминается как святая, почитавшаяся в Страсбургской епархии. В её честь проводились службы в Гогенбургском аббатстве, а в кафедральном соборе Страсбурга, по крайней мере, до XII века хранились её реликвии, теперь утерянные.
Бересвинда изображена на трёх фресках в Гогенбургском аббатстве. Её каменный саркофаг в 1617—1753 годах находился в располагавшейся здесь часовне Святого Ангела. Сейчас он выставлен в часовне Святого Креста.